# Стара Весь (Любуське воєводство)
Стара Весь (пол. Stara Wieś, нім. Borgsdorf) — село в Польщі, у гміні Нова Суль Новосольського повіту Любуського воєводства.
Населення — 130 осіб (2011).

## Демографія
Демографічна структура станом на 31 березня 2011 року:
|          | Загалом | Допрацездатний вік | Працездатний вік | Постпрацездатний вік |
| -------- | ------- | ------------------ | ---------------- | -------------------- |
| Чоловіки | 64      | 10                 | 50               | 4                    |
| Жінки    | 66      | 14                 | 41               | 11                   |
| Разом    | 130     | 24                 | 91               | 15                   |